# تپه‌های گورکی (گبری)
تپه‌های گورکی (گبری) مربوط به دوران‌های تاریخی پس از اسلام است و در شهرستان خواف، بخش زوزن، روستای بیاس آباد واقع شده و این اثر در تاریخ ۱۲ بهمن ۱۳۸۱ با شمارهٔ ثبت ۷۴۸۵ به‌عنوان یکی از آثار ملی ایران به ثبت رسیده است.